# Obila rufomarginata
Obila rufomarginata là một loài bướm đêm trong họ Geometridae.